# Епархия Хвара
Епархия Хвара (хорв. Hvarska biskupija, итал. Diocesi di Lesina) — католическая епархия латинского обряда в Хорватии с центром в городе Хвар. Входит в состав митрополии Сплит-Макарска. Полное название епархии — епархия Хвара (Брача и Виса). Латинское название — Dioecesis Pharensis.

## История
Епархия на острове Хвар образована в середине XII века венецианцами вскоре после завоевания ими острова в 1147 году. Первоначально епископская кафедра располагалась в городе Стариград, в 1200 году переведена в город Хвар. На протяжении нескольких столетий шла упорная борьба за Далматинские острова между Венецией и венгерско-хорватским королевством, в ходе которой Хварская епархия переподчинялась архиепархии Зары (венецианцами) и архиепархии Сплита (венграми). В 1889 году епархия Хвара была объединена с епархиями на островах Брач и Вис, после чего её территория стала охватывать все южные Далматинские острова. В 1969 году была создана архиепархия — митрополия Сплит-Макарска, по отношению к которой Хварская епархия стала суффраганной.
По данным на 2004 год в епархии насчитывалось 23 019 католика (87,8 % населения), 45 священников и 46 приходов. Кафедральным собором епархии является Собор святого Стефана, построенный в XVI веке. В настоящее время епархию возглавляет епископ Слободан Штамбук (хорв. Slobodan Štambuk).

## Епископы
- Кардинал Дзаккария Дельфино(Zaccaria Delfino) 1553—1557

…
- Джордже Дубоцович (Djorje Dubocovic) 1866—1874
- Андрийя Иллич (Andrija Illich) 1876—1888
- Фульгенцио Царев (Fulgenzio Czarev) 1888—1901
- Джордано Занинович (Giordano Zaninovic) 1903—1917
- Лука Паппафава (Luca Pappafava) 1917—1925
- Михо Пушич (Miho Pušic) 1926—1970
- Целестин Безмалинович (Celestin Bezmalinovic) 1970—1989
- Слободан Штамбук (Slobodan Štambuk) 1989—2018
- Петар Палич (Petar Palić) 2018—2020
- Ранко Видович (Ranko Vidović) 2021—